# Municipio de Lake George (condado de Stearns)
El municipio de Lake George (en inglés: Lake George Township) es un municipio ubicado en el condado de Stearns en el estado estadounidense de Minnesota. En el año 2010 tenía una población de 335 habitantes y una densidad poblacional de 3,66 personas por km².

## Geografía
El municipio de Lake George se encuentra ubicado en las coordenadas 45°32′53″N 94°56′15″O / 45.54806, -94.93750. Según la Oficina del Censo de los Estados Unidos, el municipio tiene una superficie total de 91,62 km², de la cual 89,8 km² corresponden a tierra firme y (1,98 %) 1,81 km² es agua.

## Demografía
Según el censo de 2010, había 335 personas residiendo en el municipio de Lake George. La densidad de población era de 3,66 hab./km². De los 335 habitantes, el municipio de Lake George estaba compuesto por el 97,91 % blancos y el 2,09 % eran de una mezcla de razas. Del total de la población el 2,09 % eran hispanos o latinos de cualquier raza.